# Laura Smet
Laura Smet (* 15. listopadu 1983 Neuilly-sur-Seine, Francie) je francouzská herečka. Jejím otcem je hudebník Johnny Hallyday a matkou herečka Nathalie Baye.
Svou kariéru zahájila v roce 2002 rolí Charlotte ve filmu Žádostivá těla režiséra Xaviera Giannoliho. Za tuto roli byla nominována na Césara.
V roce 2008 hrála hlavní roli ve filmu Hranice úsvitu režiséra Philippe Garrela.

## Filmografie
- Žádostivá těla (2002)
- Gillesova žena (2003)
- Družička (2004)
- Le Passager de l'été (2006)
- Nultá hodina (2007)
- Oslněni sluncem (2007)
- Hranice úsvitu (2008)
- Pauline et François (2010)
- Insoupçonnable (2010)